# Киркорово
Кирко́рово — деревня в Нелидовском районе Тверской области России в составе Новосёлковского сельского поселения.

## История
До революции деревня входила в состав Бельского уезда Смоленской губернии.
В 1957 году деревня входила в Старостинский сельсовет Нелидовского района.

## Население
| 2002 | 2010 |
| ---- | ---- |
| 8    | ↘6   |